# 夸斯河畔圣桑福里安
夸斯河畔圣桑福里安（法語：Saint-Symphorien-sur-Coise，法語發音：[sɛ̃ sɛ̃fɔʁjɛ̃ syʁ kwaz]）是法国罗讷省的一个市镇，位于该省西南部，与卢瓦尔省接壤，属于里昂区。

## 地理
夸斯河畔圣桑福里安（45°37'56"N, 4°27'26"E）面积4.07 平方千米，位于法国奥弗涅-罗讷-阿尔卑斯大区罗讷省，该省份为法国中东部省份，北起顺时针与索恩-卢瓦尔省、安省、里昂大都会、伊泽尔省和卢瓦尔省接壤。
与夸斯河畔圣桑福里安接壤的市镇（或旧市镇、城区）包括：夸斯河畔圣但尼、夸斯、拉拉雅斯。
夸斯河畔圣桑福里安的时区为UTC+01:00、UTC+02:00（夏令时）。

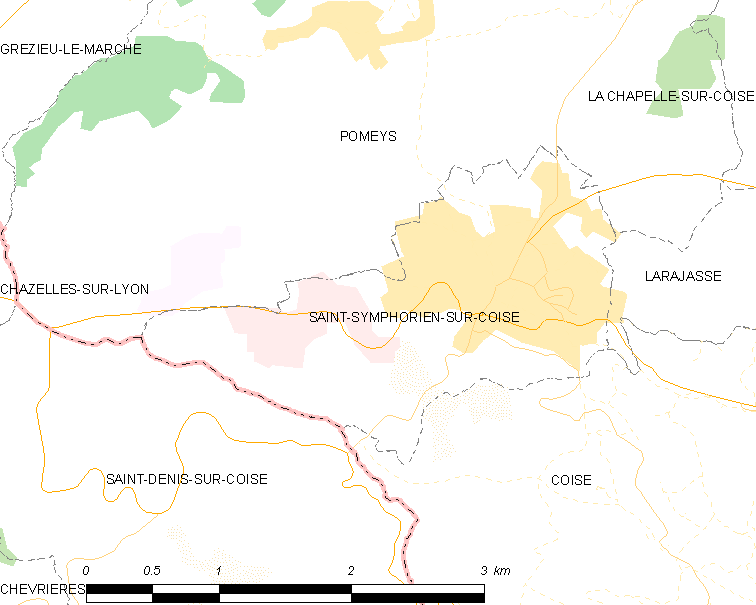
夸斯河畔圣桑福里安的OSM定位图

## 行政
夸斯河畔圣桑福里安的邮政编码为69590，INSEE市镇编码为69238。

## 政治
夸斯河畔圣桑福里安所属的省级选区为沃涅赖县。

## 交通
罗讷省省道D2线、D4线和D71线等在市中心交汇。

## 人口

1962-2008年间夸斯河畔圣桑福里安人口变化图示

夸斯河畔圣桑福里安于2022年1月1日时的人口数量为3749人。